# 阔依其乡
阔依其乡，是中华人民共和国新疆维吾尔自治区和田地區墨玉县下辖的一个乡镇级行政单位。

## 行政区划
阔依其乡下辖以下地区：
阿亚克哈萨克村、艾热恰克村、巴合希村、巴丘克村、巴什哈萨克村、墩艾日克村、盖再勒村、库勒艾日克村、科克亚尔村、阔纳艾日克村、阔希玛克村、老汉村、其郎村、其热格墩村、羌古村、萨达克村、赛克孜帕其村、吐特鲁克村、夏哈尔村、夏普克村、英艾日克村、英库勒村、阔依其村、孜瓦村和再盖尔村。